# Erebus tenebrata
Erebus tenebrata là một loài bướm đêm trong họ Erebidae.